# D4vd
David Anthony Burke (Queens, Nueva York; 28 de marzo de 2005), conocido profesionalmente como d4vd (se pronuncia "David"), es un cantante y compositor estadounidense. Comenzó a crear música gracias a su mamá y a la constante reclamación de copyright en sus videos de YouTube. Saltó a la fama en 2022, cuando lanzó sus sencillos «Here with Me» y «Romantic Homicide», que se convirtieron en éxitos virales en TikTok y lo llevaron a firmar con Darkroom e Interscope Records. En 2024, obtuvo su tercera entrada al Billboard Hot 100, por su sencillo «Feel It».
Nacido en Queens, Nueva York, posteriormente se mudaría a Houston, Texas. En sus primeros años, Burke solo escuchaba góspel. Hasta que escuchó «Gucci Gang» de Lil Pump, con ello se abrió un nuevo mundo musical de nuevos generos, ahí descubrió a XXXTentacion y Members Only. Más tarde, Burke descubrió el género musical indie a través de un montaje de Fortnite. Estudió en casa después del séptimo grado.

## Carrera

### 2021–2022: Inicios y ascenso prominente
La carrera musical de Burke comenzó porque recibía muchas reclamaciones de autor en sus vídeos de Fornite, por usar música de su no autoría. Para evitar reclamaciones futuras, decidió crear sus propias composiciones. Antes de su ascenso a la fama, Burke publicó su música en SoundCloud, incluyendo canciones como «You and I» y «Take Me To the Sun». El 20 de julio de 2022 publicó su sencillo «Romantic Homicide», tras su viralidad en TikTok. «Romantic Homicide» alcanzó el puesto número 3 en las listas de Hot Alternative Songs. Gracias a su creciente éxito, firmó con Darkroom e Interscope Records en septiembre de 2022. Bajo este sello, Burke estrenó su primer sencillo oficial en todas las plataformas «Here with Me» ese mismo mes. Esta también logró ser viral en Tik Tok y con ello ingresó a varias listas comerciales, destacando el puesto número 60 en el Billboard Hot 100 de Estados Unidos y su primer éxito en los primeros diez de Singapur. En el 2023 logró ubicarse en el top 40 de Reino Unido.  La mayoría de estas canciones se produjeron utilizando un DAW freemium llamado BandLab.

### 2023–2024: EPs y música nueva

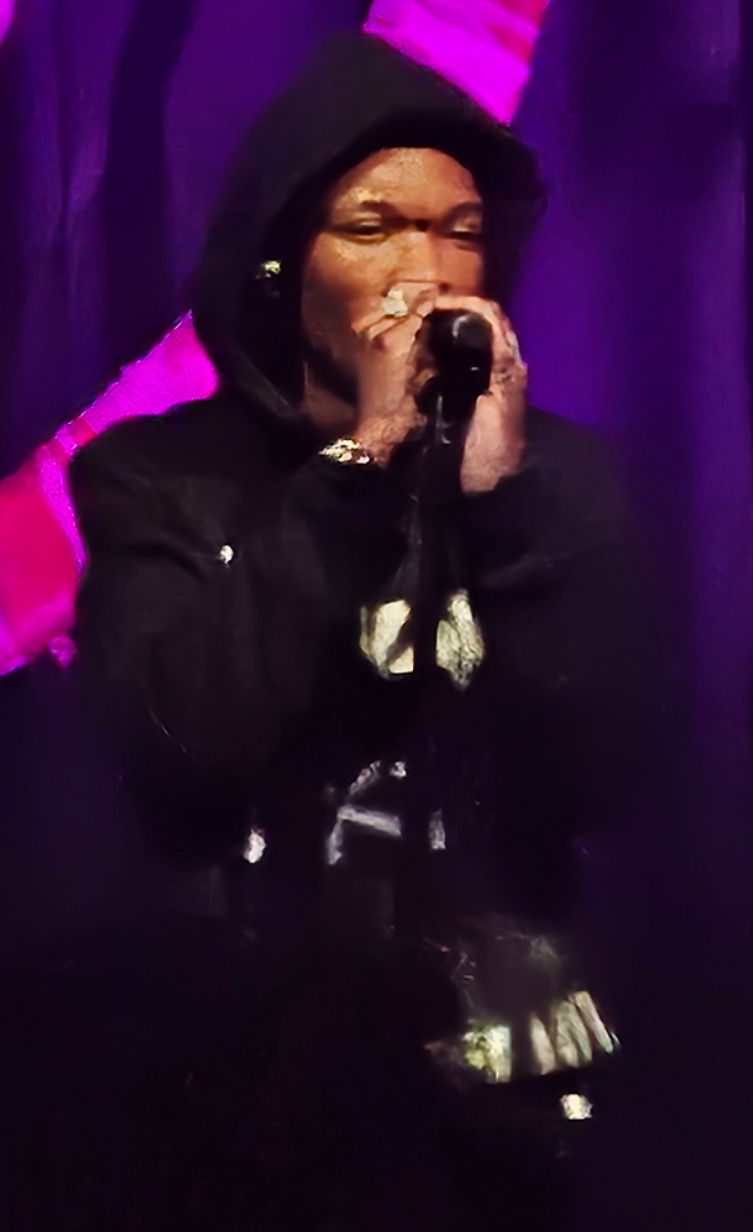
Burke actuando en el Teatro Fonda para la gira My House Is Not a Home en 2024

Su EP debut Petals to Thorns, se lanzó el 26 de mayo de 2023. El 8 de septiembre, lanzó su segundo EP, The Lost Petals, En julio de 2023, participó en «Superbloodmoon», un sencillo del álbum debut de Holly Humberstone. Burke fue seleccionado para la gira Spotify Pop Rising On Tour, y posteriormente actuó como telonero del SOS Tour de SZA.
El 9 de febrero de 2024, estrenó «Leave Her» y «2016» como sencillo doble titulado Withering. En marzo, se unió a la organización de esports 100 Thieves como creador de contenido. Ese mismo mes, Burke lanzó «Feel It» para la banda sonora de la serie de televisión Invincible de Amazon Prime Video. El 12 de julio de 2024, Burke lanzó el sencillo «There Goes My Baby». El 19 de diciembre de 2024, lanzó el sencillo «Where'd It Go Wrong?». Burke interpretó la canción «Remember Me», incluida en la banda sonora de la segunda temporada de Arcane.

### 2025-presente: Withered
Durante los meses de febrero y marzo, Burke estrenó varios sencillos: «One More Dance», «Crashing» con Kali Uchis. y «What Are You Waiting For». Finalmente, el 25 de abril de 2025, se publicaría su álbum debut Whithered. Para su estreno se realizó un show en el SM Mall of Asia, ubicado en Pasay City, Filipinas. En su primer concierto de Coachella, se cayó de cara al intentar una voltereta hacia atrás.

## Influencias
En una entrevista con el youtuber japonés Takashii, mientras Burke estaba en Japón para el Fuji Rock, afirmó que el anime es "una de [sus] mayores influencias", citando específicamente el género shōnen de "alta energía", incluyendo Dragon Ball Z, Naruto y My Hero Academia,considera que sus peleas y animaciones fluidas son "poéticas".

## Discografía
Álbumes de estudio
- Withered (2025)

## Filmografía
- Camp Flog Gnaw (2023)

## Giras musicales

### Como acto principal
- Petals to Thorns Tour (2023)
- My House Is Not a Home Tour (2024)
- Withered World Tour (2025)

### Telonero
- SZA – SOS Tour (2023)

## Premios y nominaciones
| Año  | Premio              | Categoría                             | Nominado(s) | Resultado | Ref.   |
| ---- | ------------------- | ------------------------------------- | ----------- | --------- | ------ |
| 2025 | Kids' Choice Awards | Artista masculino revelación favorito | El mismo    | Nominado  | [ 51 ] |